# Craugastor escoces
Craugastor escoces is een kikker uit de familie Craugastoridae. De soort komt endemisch voor in Costa Rica.

## Naamgeving
De soort werd voor het eerst wetenschappelijk beschreven door Jay Mathers Savage in 1975. Oorspronkelijk werd de wetenschappelijke naam Eleutherodactylus escoces gebruikt.

## Voorkomen
Craugastor escoces leeft van nature in de bosgebieden rondom de vulkanen Barva, Irazú en Turrialba. De soort werd in 1986 voor het laatst waargenomen. In 2004 werd Craugastor escoces door de IUCN als uitgestorven beschouwd.
In september 2016 werden tijdens een studie naar de kikker Lithobates vibicarius aan de rand van een bosgebied op 1.820 meter hoogte in Nationaal park Juan Castro Blanco twee vrouwelijke exemplaren waargenomen.

## Kenmerken
Craugastor escoces heeft een rode buik. Mannelijke kikkers worden tot 45 millimeter groot, terwijl vrouwelijke dieren een lengte tot 72 millimeter hebben.